# Hemeroblemma dolosina
Hemeroblemma dolosina là một loài bướm đêm trong họ Erebidae.